# Лютаевский сельсовет
Лютаевский сельсовет — муниципальное образование со статусом сельского поселения и административно-территориальное образование в Солонешенском районе Алтайского края России. Административный центр — село Лютаево.

## Демография
По результатам Всероссийской переписи населения 2010 года, численность населения муниципального образования составила 514 человек, в том числе 240 мужчин и 274 женщины. Оценка Росстата на 1 января 2012 года — 479 человек.

## Населённые пункты
В состав сельского поселения входит 3 населённых пункта:
- село Берёзово,
- село Лютаево,
- посёлок Первомайский.